# Romance (ALI PROJECTのアルバム)
『Romance』（ロマンス）は、宝野アリカと片倉三起也による日本の音楽ユニット・ALI PROJECTの4枚目のストリングスアルバム。 2006年12月6日に徳間ジャパンコミュニケーションズから発売された。
キャッチコピーは「馬車を牽き 走れ走れ四頭の白馬よ 翼を得る日まで」。

## 概要
18枚目のシングル『薔薇獄乙女』と同時発売。3枚目のストリングスアルバム『神々の黄昏』からは約1年ぶりのリリースとなる。2006年リリースのアルバムとしては、ベストアルバム『Deja Vu 〜THE ORIGINAL BEST 1992-1995〜』『COLLECTION SIMPLE PLUS』に続き3枚目となる。
全10曲中、5曲が新曲。5曲は既存楽曲のストリングスアレンジで、比較的初期の楽曲が多い。

## 収録曲
1. ロマンス（Instrumental） [4:07]
本アルバム初出。アルバムのタイトルチューン。
2. ビアンカ (Strings Arrange) [4:35]
初出は『月下の一群』。
オリジナルは他アルバムにも何度か収録されたが、アレンジバージョンは初収録。原曲からアレンジが大きく変更されている。
第一興商のカラオケ「DAM」にストリングスアレンジバージョンが収録されている。
3. ダリの宝石店 (Strings Arrange) [4:48]
初出は『DALI』。
オリジナルのイントロにある、ドアを開ける効果音と「いらっしゃいませ」という台詞がない。
4. La calèche〜春の雪 [4:25]
本アルバム初出。「ラ・カレーシュ」と読む。
5. 嵐ヶ丘 (Strings Arrange) [4:25]
初出は1993年発売の同名シングル『嵐が丘』（廃盤）。
6. 楽園喪失 (Strings Arrange) [4:12]
初出は『月下の一群』。
初出のアルバムが廃盤で、ストリングスアレンジではあるもののようやくの再収録となった。
7. 遊月恋歌 (Strings Arrange) [5:42]
初出は『EROTIC&HERETIC』。
8. L’oiseau bleu [6:30]
本アルバム初出。
「ロ・ワゾ・ブルー」と読み、フランス語で「青い鳥」の意味。メーテルリンクの同名戯曲『青い鳥』の題名として知られる。
シューベルトの即興曲変ト長調Op.90-3に詞をつけたもの。
9. さいごの戀 [4:45]
本アルバム初出。「戀」は「恋」の旧字体。
10. 今宵、碧い森深く [5:17]
本アルバム初出。

## 参加ミュージシャン
- 作詞：宝野アリカ
- 作曲：片倉三起也 (M1-M7,M9-M10) 、Franz Peter Schubert (M8)
- 編曲：平野義久 (M1-M6,M9) 、斉藤聡 (M7,M10)
- Vocals：宝野アリカ
- Strings：月光String Orchestra
- Concertmaster：渡辺剛
- Piano：細田真子

## クレジット
| Performed by ALI PROJECT          | Performed by ALI PROJECT                                                    |
| --------------------------------- | --------------------------------------------------------------------------- |
| Produced, Directed & Presented by | Mikiya Katakura                                                             |
| Engineered by                     | Jiro Takita                                                                 |
| Mastering Engineered by           | Yoichi Aikawa(相川洋一)（R.S.M.）                                           |
| Recorded at                       | Crescente Studio                                                            |
| Recorded at                       | Flamingo Studio                                                             |
| Recorded at                       | Zazou Music Shed                                                            |
| A&R                               | Tatsuya Suzuki（Tokuma Japan Communications）                               |
| Sales Promotion                   | Hideo Tanaka(田中英雄)（Tokuma Japan Communications）                       |
| Artist Management                 | Boris Vian Inc.                                                             |
| Design                            | Maiko Yoshino(吉野磨衣子)                                                   |
| Photography                       | You Takeuchi                                                                |
| Special Thanks to                 | Yoshimoto Ishikawa(石川吉元) / Makoto Sugimoto(杉本真)（Backstage Project） |
| Special Thanks to                 | K-Jo(K嬢)（少女貴族） / Cherry Bonbon / Ali-Pro Mania                       |